# Susan Kare
Susan Kare (Ithaca, Nova Iorque, 5 de fevereiro de 1954) é uma designer gráfica, tipógrafa, ilustradora, e pintora. Criadora das interfaces gráficas e dos ícones do sistema operacional do Apple Macintosh, o Mac OS, original de 1984,  que lançaram as bases da linguagem visual que permite mover-se em um dispositivo clicando nas imagens.
Ela foi uma pioneira da pixel art e ficou conhecida como “woman who gave the Macintosh a smile” (a mulher que deu um sorriso ao Macintosh), uma referência ao ícone de smile que iniciava o sistema operacional desses computadores. A linguagem visual de Susan influenciou o design de diversos sofwares e algumas ferramentas criadas por ela são usadas até os dias de hoje como por exemplo a "lixeira", o "balde de tinta" e a "mãozinha".

## Vida Pessoal
Kare nasceu em Ithaca, no estado de Nova Iorque. Seu pai era professor na Universidade da Pensilvânia e diretor no Monell Chemical Senses Center, um centro de pesquisa sobre paladar e olfato. Com sua mãe aprendeu a arte do bordado, conhecimento que serviu como base para a criação de ícones em sua carreira. Seu irmão era o engenheiro aeroespacial Jordin Kare.

## Carreira
Susan tirou o bacharelato em artes, no Mount Holyoke College em 1975, e o doutoramento na Universidade de Nova Iorque.
Depois de trabalhar como curadora no Fine Arts Museums of São Francisco, ainda no início dos 1980s, ela assumiu em 1982 o papel de designer gráfico na Apple, sendo depois promovida ao cargo de Diretora de Criação. Lá, ela criou alguns dos ícones, fontes e elementos gráficos mais reconhecíveis na computação pessoal: o símbolo de comando (⌘) ou "tecla Apple" ( Ctrl nos PCs), a bomba de falha do sistema, o pincel e “Clarus the Dogcow” (uma espécie de mascote dos Msc OS) . Com pouco mais do que alguns pontos em uma tela, Kare criou uma tela de metáforas visuais acessíveis que são instantaneamente reconhecíveis décadas depois. Influenciada por sua experiência com mosaicos, bordados e pontilhismo, ela desenhou uma grade de 32 por 32, onde cada um dos 1.024 quadrados representava um pixel, imitando a exibição mapeada em bits da interface inicial da Apple. Ela assim começou a esboçar à mão esses primeiros ícones da Apple, pixel por pixel. 
Ainda na Apple ela criou diversas fontes e famílias tipográficas, além do material de marketing para o Mac OS. Alguns dos seus trabalhos de tipografia mais conhecidos, são: a fonte Chicago, utilizada na interface do Mac OS, e também nas primeiras 3 gerações do iPod; a fonte Geneva; a fonte Cairo, conhecida pelo grafema da tecla "z" que representava o "Clarus the Dogcow"; Monaco, New York, Athens e San Francisco.
Em 1985, ela acompanha Steve Jobs e sai da Apple para ser uma das primeiras funcionárias na NeXT, também conhecida como NeXT Computer, que foi criada por ele no mesmo ano. A NeXT desenvolveu um sistema operacional próprio (o NeXTStep), cujo lançamento aconteceu em 1988. Os computadores da nova companhia não foram um sucesso de vendas e acabaram saindo de linha, mas o NeXTStep destacou-se por conta de sua interface gráfica (desenvolvida por Kare) fácil de usar e visualmente atraente.
Ela fundou sua própria empresa de design com seu nome em 1989, que criou designs gráficos para centenas de clientes, incluindo Autodesk, Facebook, Fossil, General Magic, IBM, Microsoft e PayPal. Alguns de seus trabalhos mais memoráveis incluem as cartas de Paciência do Windows 3.0 da Microsoft em 1990, também criando vários ícones e elementos gráficos desta versão do sistema operacional dos PCs. Um deles foi o ícone do Bloco de Notas, além de vários programas do Painel de Controle, que, mesmo sofrendo alterações nas atualizações subsequentes do sistema operacional, mantiveram o conceito original elaborado por Susan  desde 1988 até 2001, quando o Windows XP surgiu e mudou radicalmente o visual do sistema. Ela também criou os ícones de presentes virtuais para o Facebook em 2007.  O seu trabalho com a IBM englobou também ícones e outros elementos da interface gráfica para o sistema operativo OS/2.
Em 1997, a revista I.D. Magazine a incluiu em uma lista dos mais influentes designers, ao lado do seu colega de trabalho, Steve Jobs.
Em 2003, Susan se tornou membro do conselho consultivo da Glam Media, agora chamada de Mode Media. No mesmo ano, ela foi recomendada pela Presidente Câmera dos Representantes estadunidense Nancy Pelosi como uma das quatro nomeações para o Citizens Coinage Advisory Committee para desenhar moedas para a Casa da Moeda dos Estados Unidos.
Em 2015, ela foi contratada como Diretora de Criação do Pinterest, onde desenvolveu uma série de imagens icônicas, como a mais importante que representa um "pin" (alfinete) - a principal ação dessa rede social, que representa salvar um conteúdo.
Desde 2008,o Museu de Arte Moderna de Nova Iorque (MoMA) começou a adquirir esboços e anotações dos blocos de notas de Susan Kare, que podem ser vistos em sua galeria online.

## Prêmios
- 2019 — Lifetime Achievement Award, do Cooper Hewitt, Smithsonian Design Museum.[13]
- 2018 — AIGA Medal, da The Professional Association of Design.[3]

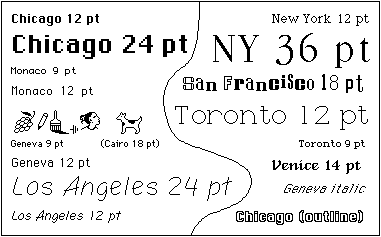
Fontes originais para Mac OS, Susan Kare.

## Obras

### Tipos de letra
- para o Mac OS, cliente: Apple Computer (1983-1984)

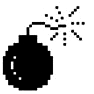
Ícone "bomba"

  - New York
  - Chicago
  - Geneva
  - Cairo
  - Monaco
  - Athens
  - Los Angeles
  - San Francisco
  - Five Dots
- cliente: Danger Research (2000)
  - Hamilton
  - Waverley
  - Bryant
  - Ramona
  - Emerson
- outras (2000-2006)
  - Mini Food
  - Kare Dingbats
  - Biology
  - Everett
  - Harry
  - Kare Five Dots
  - Kare Five Dots Serif
  - Sampler

### Interface gráfica
- ícones e interface gráfica do MacPaint da Apple Computer (1983)
- interface gráfica do painel de controle do Mac OS 1.0 da Apple Computer (1983)
- ícones do Mac OS da Apple Computer (1983-1984)
- ícones e vários elementos de navegação do Windows 3.0 da Microsoft (198])
- cartas do jogo Paciência do Windows 3.0 da Microsoft (1988)
- interface gráfica do misturador de áudio (audio mixer) da Studer Editech (1988)
- ícones do OS/2 da IBM (1989)
- ícones de navegação no site Gettyone.com da gettyimages (1999)
- ícones para a Eazel, Inc. (1999-2000)
- ícones de diversos programas da Autodesk: AutoCAD 2002, AutoCAD LT, AutoCAD OEM 2002, AutoCAD Mechanical, AutoCAD Mechanical Desktop,Autodesk VIZ, Autodesk Architectural Desktop, Autodesk Architectural Studio, Autodesk QuickCAD, Autodesk CAD Overlay 2002, Autodesk GIS Design Server, Autodesk Builing Mechanical, Autodesk Utility Design, Autodesk Land Desktop 3, Autodesk Map 5. (2002)